# Polska na zawodach Pucharu Europy w Lekkoatletyce 1998
Polska na zawodach Pucharu Europy w Lekkoatletyce 1998 – wyniki reprezentacji Polski w 19. edycji Pucharu Europy w 1998.
Zarówno reprezentacja żeńska, jak i męska, wystąpiły w zawodach Grupy B I ligi (II poziom rozgrywek), które odbyły się w dniach 6–7 czerwca 1998 w Malmö.

## Mężczyźni
Polska zajęła 1. miejsce wśród ośmiu zespołów, zdobywając 125,5 punktów i awansowała do superligi (I poziom rozgrywek).
- 100 m: Marcin Krzywański – 1 m. (10,44)
- 200 m: Marcin Urbaś – 2 m. (20,78)
- 400 m: Piotr Haczek – 1 m. (46,18)
- 800 m: Paweł Czapiewski – 2 m. (1:46,76)
- 1500 m: Leszek Zblewski – 2 m. (3:49,90)
- 3000 m: Leszek Lewandowski – 6 m. (8:19,56)
- 5000 m: Eryk Szostak – 5 m. (14:27,19)
- 110 m ppł: Krzysztof Mehlich – 2 m. (13,78)
- 400 m ppł: Bartosz Gruman – 3 m. (50,79)
- 3000 m z przeszkodami: Rafał Wójcik – 2 m. (8:38,85)
- skok wzwyż: Artur Partyka – 2 m. (2,21)
- skok o tyczce: Krzysztof Kusiak – 6 m.= (5,20 z jeszcze jednym zawodnikiem)
- skok w dal: Grzegorz Marciniszyn – 2 m. (7,89)
- trójskok: Jacek Kazimierowski – 3 m. (16,59)
- pchnięcie kulą: Mirosław Dec – 3 m. (18,01)
- rzut dyskiem: Andrzej Krawczyk – 3 m. (56,86)
- rzut młotem: Maciej Pałyszko – 1 m. (75,30)
- rzut oszczepem: Rajmund Kółko – 4 m. (75,72)
- sztafeta 4 × 100 m: Piotr Balcerzak, Dariusz Adamczyk, Marcin Krzywański, Krzysztof Byzdra – 3 m. (39,95)
- sztafeta 4 × 400 m: Robert Maćkowiak, Piotr Rysiukiewicz, Tomasz Czubak, Piotr Haczek – 1 m. (3:02,82)

## Kobiety
Polska zajęła 1. miejsce wśród ośmiu zespołów, zdobywając 117 punktów i awansowała do superligi (I poziom rozgrywek).
- 100 m: Anna Leszczyńska-Łazor – 4 m. (12,05)
- 200 m: Kinga Leszczyńska – 2 m. (23,64)
- 400 m: Aleksandra Pielużek – 4 m. (54,32)
- 800 m: Dorota Fiut – 5 m. (2:06,96)
- 1500 m: Anna Jakubczak – 1 m. (4:12,64)
- 3000 m: Justyna Bąk – 7 m. (9:59,08)
- 5000 m: Dorota Gruca – 3 m. (15:41,57)
- 100 m ppł: Anna Leszczyńska – 2 m. (13,44)
- 400 m ppł: Małgorzata Pskit – 4 m. (58,98)
- skok wzwyż: Donata Jancewicz – 1 m. (1,90)
- skok o tyczce: Monika Pyrek – 1 m. (3,95)
- skok w dal: Agata Karczmarek – 3 m. (6,51, wiatr +2,6)
- trójskok: Ilona Pazoła – 2 m. (13,75)
- pchnięcie kulą: Krystyna Zabawska – 2 m. (18,07)
- rzut dyskiem: Marzena Zbrojewska – 3 m. (56,85)
- rzut młotem: Agnieszka Pogroszewska – 3 m. (55,49)
- rzut oszczepem: Ewa Rybak – 2 m. (63,93)
- sztafeta 4 × 100 m: Agnieszka Rysiukiewicz, Anna Leszczyńska, Zuzanna Radecka, Kinga Leszczyńska[1] – 1 m. (44,67)
- sztafeta 4 × 400 m: Aleksandra Pielużek, Aleksandra Dereń, Małgorzata Pskit, Inga Tarnawska – 3 m. (3:35,19)